# Архангельська Слобода
Архангельська Слобода́ — село в Україні, у Зеленопідській селищній громаді Каховського району Херсонської області. Населення становить 1136 осіб.

## Історія
12 червня 2020 року, відповідно до Розпорядження Кабінету Міністрів України № 726-р «Про визначення адміністративних центрів та затвердження територій територіальних громад Херсонської області», увійшло до складу Зеленопідської сільської громади.
17 липня 2020 року, в результаті адміністративно-територіальної реформи увійшло до складу новоутвореного Каховського району.
У лютому 2022 року село тимчасово окуповане російськими військами під час російсько-української війни.